# Šķeltovas pagasts
Šķeltovas pagasts er en territorial enhed i Aglonas novads i Letland. Pagasten etableredes i 1945, havde 759 indbyggere i 2010 og omfatter et areal på 75.30 kvadratkilometer. Hovedbyen i pagasten er Šķeltova.